# ロバート・チェンバース (開発学研究者)

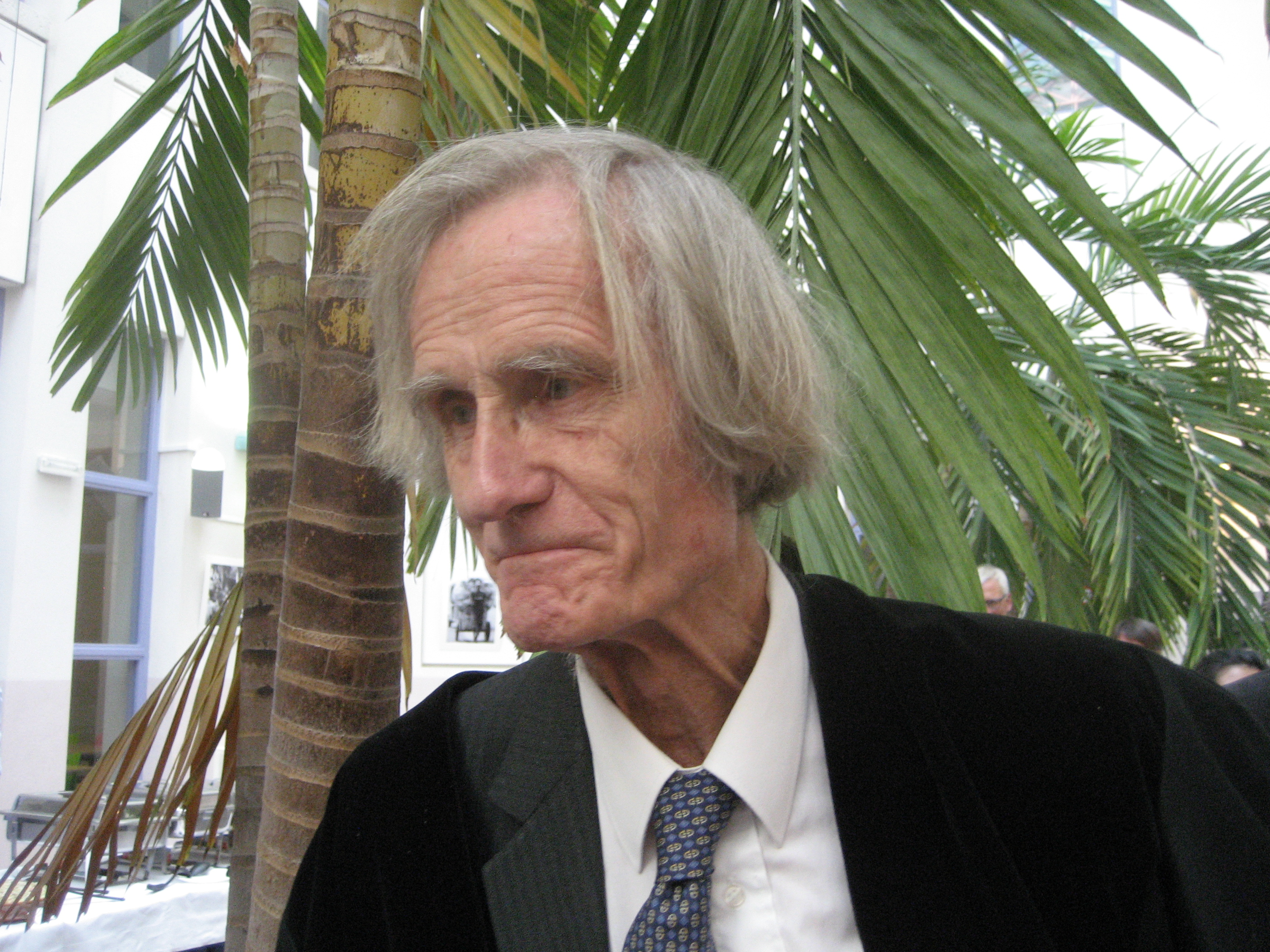
「ロバート・チェンバース (2015)

ロバート・チェンバース（Robert Chambers、1932年 - ）は、イギリスの開発学研究者であり、サセックス大学開発学研究所 元教授。2013年にオランダen:International Institute of Social Studiesから 名誉フェローを授与される。国際協力の分野で、支援を受ける側も積極的に参加する参加型学習の概念を取り入れたPRA・PLA（参加型農村調査法・参加型学習行動法）を提唱し、発展途上国で貧困者の支援と研究を行っている人物である。